# انبهار

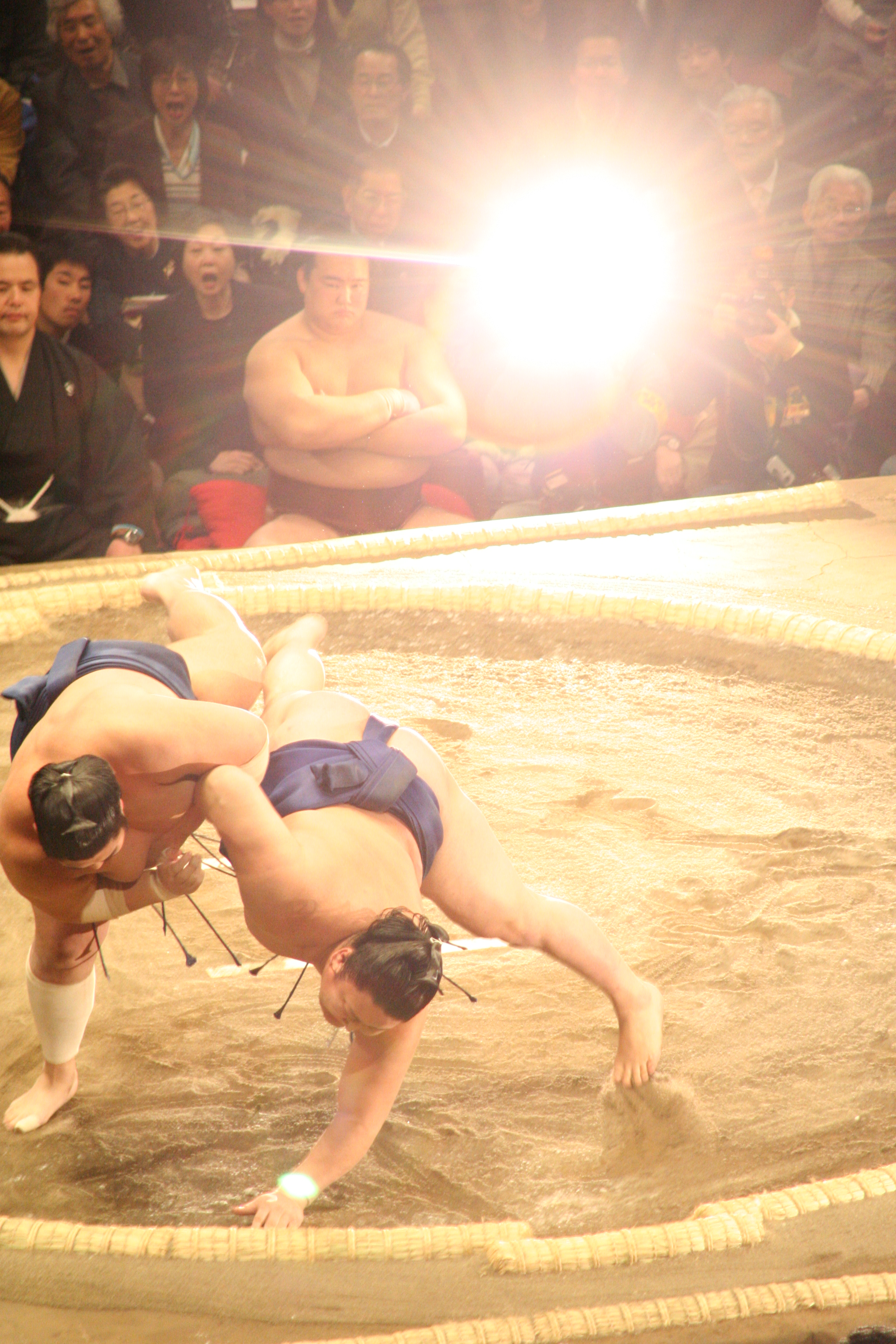
الانبهار من فلاش الكاميرا أثناء شجار السومو

الانبهار أو الجَهَر هو صعوبة الرؤية في وجود ضوء ساطع مثل ضوء الشمس المباشر أو المنعكس أو الضوء الاصطناعي مثل المصابيح الأمامية للسيارات في الليل. لهذا السبب ، تشتمل بعض السيارات على مرايا ذات وظائف تلقائية مضادة للبهر.
يحدث الانبهار بسبب نسبة كبيرة من الاستضواء بين المشهد (الذي يتم النظر إليه) ومصدر الانبهار. عوامل مثل الزاوية بين المشهد ومصدر البهر وتكيف العين لها تأثيرات كبيرة على تجربة الانبهار .

## عدم الراحة والعجز
يمكن تقسيم البهر بشكل عام إلى نوعين، البهر المزعج والبهر المعوق.
ينتج عن البهر المزعج رغبة غريزية في النظر بعيدًا عن مصدر الضوء الساطع أو صعوبة في رؤية مهمة ما.
البهر المعوِّق يضعف رؤية الأشياء دون أن يسبب بالضرورة إزعاجًا.  يمكن أن يحدث هذا على سبيل المثال عند القيادة غربًا عند غروب الشمس.
غالبًا ما ينتج البهر المعوق عن الانعكاس البيني للضوء داخل مقلة العين، مما يقلل التباين بين المشهد ومصدر البهر إلى النقطة التي لا يمكن فيها تمييز المشهد الذي امامك. عندما يكون البهر شديدًا لدرجة أن الرؤية تضعف تمامًا. 

## عوامل التقليل
يمكن أن يقلل البهر من خلال:

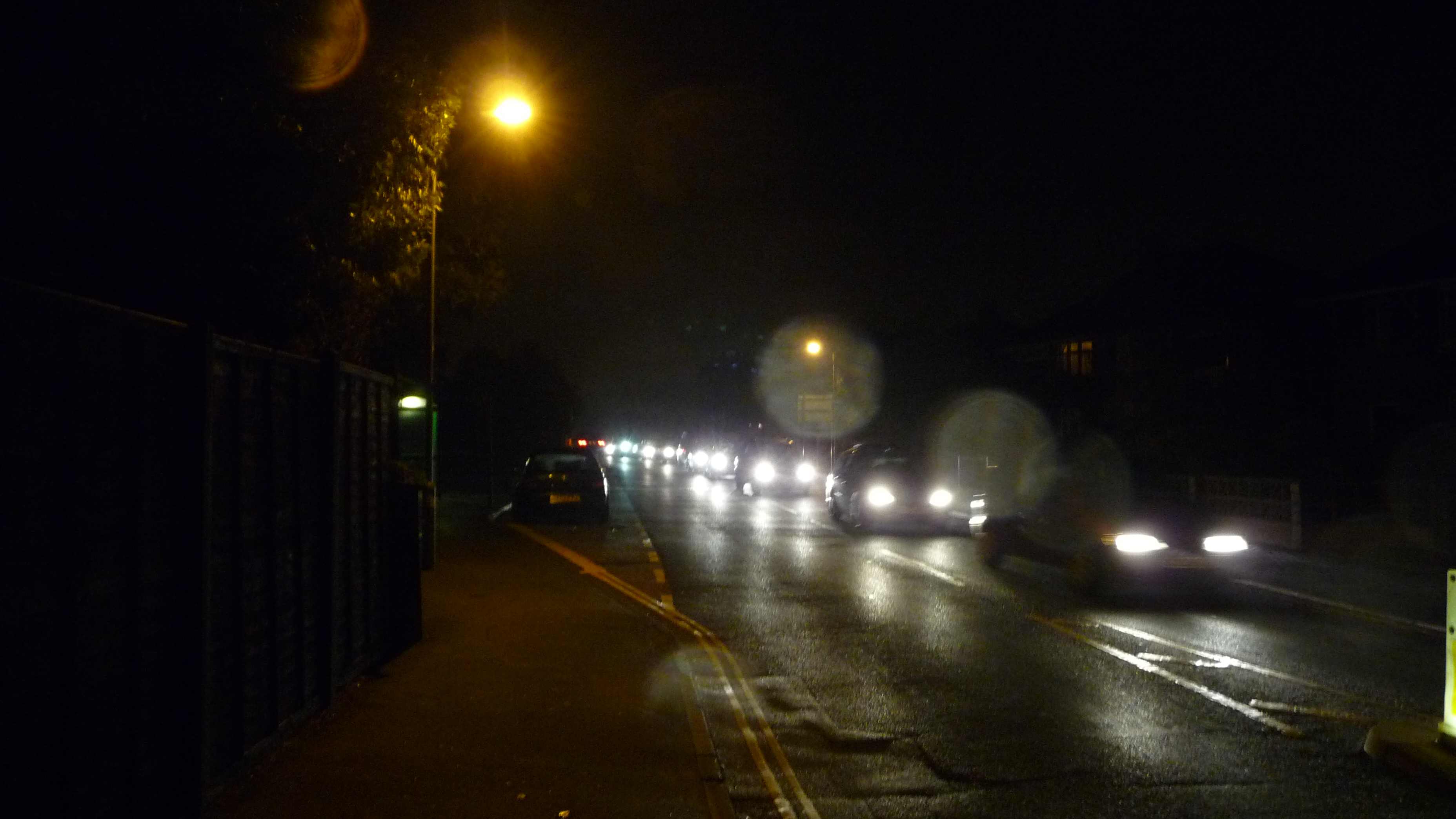
مثال على موقف يمكن أن يسبب الانبهار مشكلة، على سبيل المثال، إذا تم تقليل القدرة على تحديد مسافة وسرعة مرور السيارات.

- تقليل سطوع بقية المشهد عن طريق انقباض حدقة العين
- التقليل على النقيض من بقية المشهد عن طريق تشتت الضوء الساطع داخل العين .
- تقليل التباين من خلال تشتيت الضوء في الجزيئات الموجودة في الهواء، كما يحدث عندما تضيء المصابيح الأمامية للسيارة الضباب بالقرب من السيارة ، مما يعيق الرؤية على مسافة أكبر.
- تقليل التباين بين الطباعة والورق عن طريق انعكاس مصدر الضوء في المادة المطبوعة (بهر الحجاب).
- انخفاض على النقيض من خلال انعكاس المناطق الساطعة على سطح وسط شفاف مثل الزجاج أو البلاستيك أو الماء؛ على سبيل المثال عندما تنعكس السماء في بحيرة، بحيث لا يمكن رؤية القاع أو الأشياء الموجودة في الماء (بهر الحجاب).
- تفتح الأشياء المحيطة أمام الانبهار.

غالبًا ما يتم ارتداء النظارات الشمسية لتقليل الانبهار؛ تم تصميم النظارات الشمسية المستقطبة لتقليل الانبهار الناجم عن الضوء المنعكس من الأسطح غير المعدنية مثل الماء أو المواد المطبوعة اللامعة أو الأسطح المطلية. يقلل المضاد للانعكاس على النظارات من الانبهار في الليل والانبهار من الأضواء الداخلية وشاشات الكمبيوتر الناتج عن ارتداد الضوء عن العدسة. يمكن لبعض أنواع النظارات أن تقلل الانبهار الذي يحدث بسبب العيوب الموجودة على سطح العين.
يمكن إجراء قياسات لمجال الضوء لتقليل البهر باستخدام المعالجة الرقمية اللاحقة.

## القياس
يُقاس البهر عادةً بمقاييس الإنارة أو كاميرات الإنارة، وكلاهما قادر على تحديد سطوع الأشياء داخل زوايا مجسمة صغيرة. ثم يتم حساب بهر المشهد ، أي مجال الرؤية المرئي ، من بيانات النصوع لذلك المشهد.

تعرف اللجنة الدولية للإضاءة (CIE) البهر بأنه:
الظروف المرئية التي يوجد فيها تباين مفرط أو توزيع غير مناسب لمصادر الضوء التي تزعج المشاهد أو تحد من القدرة على تمييز التفاصيل والأشياء.  
توصي اللجنة الدولية للإضاءة بالتصنيف الموحد للبهر (UGR) كمقياس كمي للبهر.  

### تقييم البهر الموحد
تصنيف البهر الموحد (UGR) هو مقياس للبهر في بيئة معينة، اقترحه سورنسن في عام 1987 واعتمدته الهيئة الدولية للإضاءة (CIE). إنه أساسًا لوغاريتم بهر جميع المصابيح المرئية، مقسومًا على إضاءة الخلفية{\displaystyle L_{b}} : 
{\displaystyle \mathrm {UGR} =8\log {\frac {0.25}{L_{b}}}\sum _{n}\left(L_{n}^{2}{\frac {\omega _{n}}{p_{n}^{2}}}\right),}
حيث {\displaystyle \log } هو اللوغاريتم العشري (الأساس 10)،{\displaystyle L_{n}} هو استضواء كل مصدر ضوء مرقم {\displaystyle n} ،{\displaystyle \omega _{n}} هي الزاوية المجسمة لمصدر الضوء المرئي من المشاهد و{\displaystyle p_{n}} هو مؤشر الموضع لغوث (Guth)، والذي يعتمد على المسافة من خط رؤية العارض.